# Den andra kvinnan (roman)
Den andra kvinnan är en roman av Therese Bohman, utgiven på Norstedts 2014.
För romanen nominerades Bohman till Sveriges Radios Romanpris och Nordiska rådets litteraturpris.

## Handling
Handlingen kretsar kring en ung kvinna som arbetar i bespisningen på Norrköpings sjukhus, där hon befinner sig lägst i hierarkin. Hon vet dock att något större väntar henne och när drömmar om ett helt annat liv, i vilket hon ska bryta sig fri från sin arbetarklassbakgrund för att bli författare och flytta från staden. En dag får hon skjuts hem av den äldre läkaren Carl Malmberg. Detta utgör upptakten till en kärleksaffär mellan den gifte läkaren och den yngre älskarinnan.

## Mottagande
Romanen togs emot väl av kritikerna. Bohmans språkliga hantering och syn på klass, konst och kön var perspektiv som särskilt lyftes fram.
I sin recension för Svenska Dagbladet var Paulina Helgeson positiv och diskuterade det grundläggande klassperspektivet i romanen: "Therese Bohmans tankar kring klass och kvinnlighet kommer med största sannolikhet att både provocera och väcka medhåll. Oavsett hur man ställer sig till dem så är Den andra kvinnan en både välskriven och välberättad roman. Huvudpersonens kombination av stundvis tröttsam elitism och bottenlös sårbarhet blir, genom Bohmans penna, både självklar och övertygande."
Även Jonas Thente var i sin recension för Dagens Nyheter mycket positiv: "Utan att tveka det minsta skulle jag säga att Den andra kvinnan är en dräpande, initierad, spännande och samtidigt mycket rolig generationsroman."
I Dalarnas Tidningar framhävde Cecilia Ekebjär Bohmans språk och behandling av klass: "Men Therese Bohman är en skicklig berättare med ett väl avvägt språk som ändå inte saknar färg och kropp. Framför allt doftar Bohmans språk, skickligt sätter hon stämningen i diskrummet genom att beskriva lukterna av mat, fett och fukt. […] När Bohman noga byggt upp den unga kvinnans skinande jag bryter hon med psykologisk skärpa ned henne igen. Låter läsaren se sprickor och lager. Bakåt finns en uppväxt i trång lägenhet och en historia där mormor vävde i fabriken som idag gjorts om till flådiga designvåningar. Vi och dom. De som har och vi som inte har."
I Expressen skrev Per Svensson  att "Therese Bohman gör ett par mycket intressanta saker i sin roman. Hon lyckas på en och samma gång exploatera ett traditionellt litterärt könsrollsmönster - ung kvinna och äldre man - och vända ut och in på det. […] Kan man då lita på romanen och dess berättare? Så klart inte. Det är ett mått på Therese Bohmans skicklighet att hon ändå förmår läsaren att göra det, samtidigt som tvingar en att inse att det bara krävs små perspektivförskjutningar för att göra detta till en helt annan historia."

## Priser och utmärkelser
För Den andra kvinnan blev Therese Bohman nominerad till Sveriges Radios Romanpris och Nordiska rådets litteraturpris 2015.